# Vic-en-Bigorre
Vic-en-Bigorre ist eine französische Gemeinde mit 4.830 Einwohnern (Stand 1. Januar 2022) im Département Hautes-Pyrénées in der Region Okzitanien. Sie liegt im Arrondissement Tarbes, etwa 17 Kilometer nördlich von Tarbes und ist der Hauptort (chef-lieu) des Kantons Vic-en-Bigorre.

## Geographie
Vic-en-Bigorre ist einer der bedeutenden Orte in der Landschaft Bigorre. Von Süd nach Nord durchqueren mehrere Gewässer parallel das Gemeindegebiet: es sind dies von Ost nach West aufgezählt: der Adour, der Échez, der Canal de Luzerte und der Lis.

## Geschichte
Der Name des Ortes wird dadurch erklärt, dass es sich um eine frühe Siedlung, um einen vicus handelte, der damals zum gallo-römischen Castrum Bigorra gehörte, heute jedoch zur Gemeinde Saint-Lézer zählt, welche etwa zweieinhalb Kilometer südwestlich von Vic-en-Bigorre liegt. Schon vor dem Bau des Castrum (4. Jahrhundert nach Christus) war der Hügel durch Kelt-Iberer des Stammes der Bigerriones mit einem befestigten Oppidum besiedelt.
Zwischen dem 9. Jahrhundert und der Mitte des 12. Jahrhunderts wurde der Ort verlassen. Ab 1151 wurde Vic neu gegründet und erhielt Selbstverwaltungsrechte.

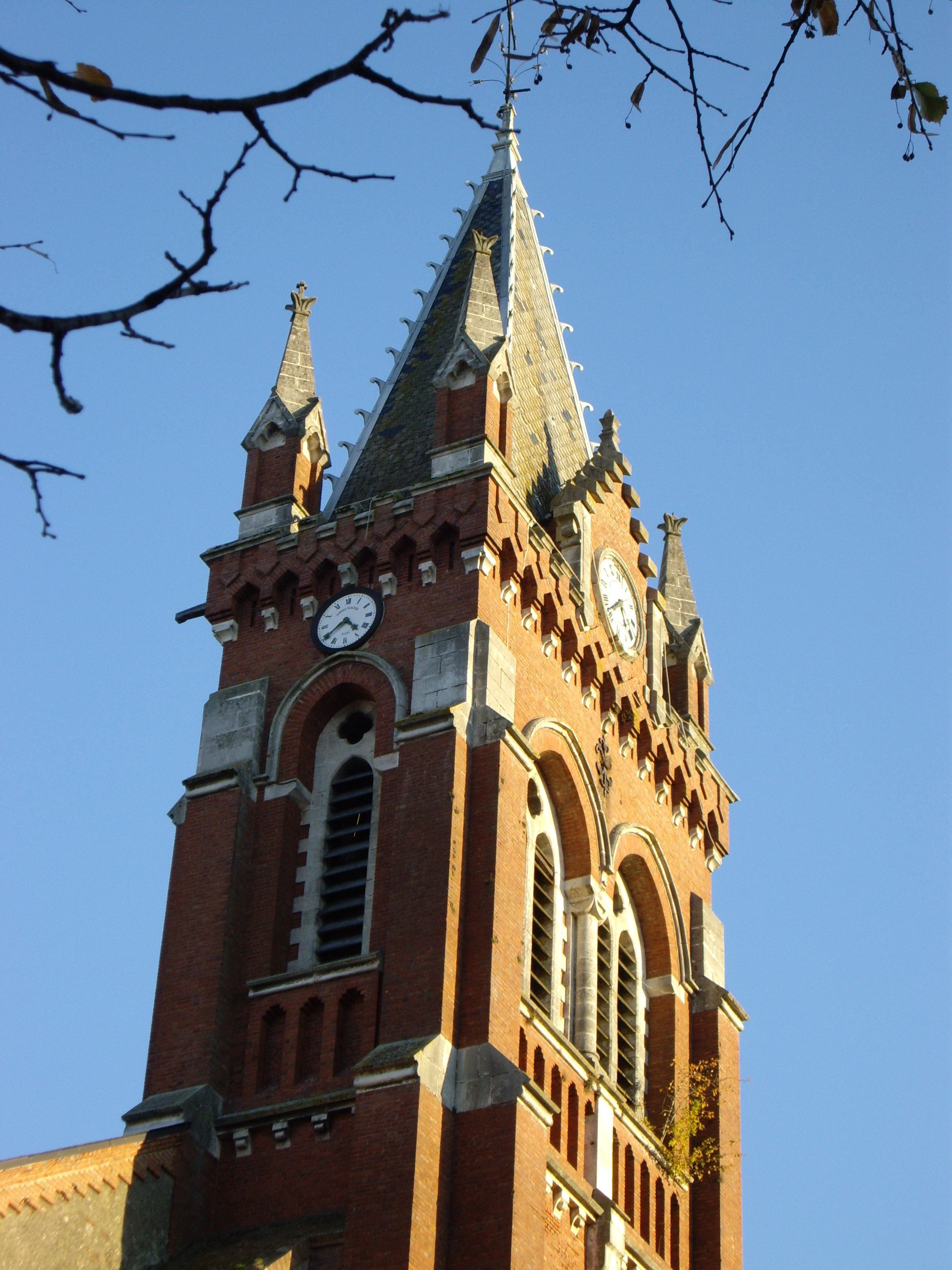
Kirche Saint-Martin

## Sehenswürdigkeiten
- Stadthaus von Vic-en-Bigorre
- La Revanche („die Rache“), eine Skulptur des Bildhauers Edmond Desca zum Deutsch-Französischen Krieg 1870/71
- Kirche Saint-Martin aus dem 17. Jahrhundert

## Söhne und Töchter der Stadt
- Edmond Desca (1855–1918), Bildhauer
- Jean Dupuy, genannt Pipiou, (1934–2010), Rugbyspieler